# Bronisław Bouffałł
Bronisław Bouffałł (ur. 18 października?/30 października 1867 w Jurewiczach, gubernia grodzieńska zm. 8 lutego 1949 w Gdańsku) – major kawalerii Wojska Polskiego, prawnik, profesor Katolickiego Uniwersytetu Lubelskiego, członek Towarzystwa Naukowego Warszawskiego, instruktor harcerski, w latach 1920–1924 Chargé d’affaires RP w Rydze.

## Życiorys
Pochodził z rodziny ziemiańskiej; był synem Juliana i Pauliny z Wińskich. W 1886 ukończył IV gimnazjum w Warszawie. Studia prawnicze odbył na uniwersytetach w Petersburgu (1887–1892), Heidelbergu i Paryżu (1894–1895) oraz na Oxfordzie (1896). Na podstawie ogłoszonej drukiem pracy Opyt juridiczeskoj konstrukcji prosroczki wieritielija (mora accipiendi) w rimskom prawie (1895) został w 1898 docentem prawa rzymskiego na uniwersytecie petersburskim. W 1910 został powołany na członka rzeczywistego Towarzystwa Naukowego Warszawskiego. Wykładał ekonomię polityczną na Wydziale Humanistycznym Towarzystwa Kursów Naukowych w Warszawie (1906-1907, 1910-1911).
W Petersburgu pracował do wybuchu I wojny światowej. W latach 1914–1915 walczył w szeregach rosyjskiego 13 Narewskiego Pułku Huzarów. W latach 1915–1917 prowadził wykłady z prawa rolnego i ekonomii politycznej w ramach Towarzystwa Kursów Naukowych w Warszawie. W 1917 służył w 2 pułku ułanów I Korpusu Polskiego w Rosji. W 1920 był dowódcą dywizjonu 5 armii generała Władysława Sikorskiego. Dosłużył się stopnia majora. W listopadzie 1929 został zwolniony od powszechnego obowiązku wojskowego.
W 1918 podjął pracę w Ministerstwie Skarbu, gdzie był naczelnikiem wydziału prawnego sekcji kredytów. W 1920 wyjechał do Rygi, gdzie pełnił funkcję chargé d’affaires przy rządzie łotewskim. Po powrocie do Polski w 1924 został profesorem nadzwyczajnym Katolickiego Uniwersytetu Lubelskiego, gdzie prowadził wykłady z prawa międzynarodowego publicznego i filozofii prawa. Kierował Katedrą Prawa Politycznego i Prawa Narodów KUL, a w roku akademickim 1925/1926 był dziekanem Wydziału Prawa i Nauk Społeczno-Ekonomicznych. W 1927 odszedł z KUL, skłócony z władzami uczelni. W latach 1924–1927 wykładał również teorię prawa i politykę Ligi Narodów w warszawskiej Wolnej Wszechnicy Polskiej. Od 1931 do 1939 uczył języka angielskiego w prywatnej szkole handlowej w Mińsku Mazowieckim. W ostatnich latach życia ciężko chorował, okres okupacji przeżył pod opieką przyjaciół w Michałowie pod Warszawą. Zmarł w lutym 1949 w Gdańsku w wieku 81 lat. Nie założył rodziny.

## Publikacje
Jego zainteresowania naukowe obejmowały prawo międzynarodowe publiczne, prawo administracyjne, prawo finansowe. W pracy Gospodarka finansowa zarządów miejskich w Królestwie Polskim (z wyjątkiem Warszawy) (1905) omówił ogólne założenia skarbowości miejskiej i zasady administracji finansowej miast oraz dokonał porównania teorii z praktyką w miastach Królestwa Polskiego. Zdefiniował państwo praworządne jako „ograniczone i skrępowane przez prawo we wszystkich funkcjach jego władzy”, a ustrój parlamentarny jako „wyciągniętą do ostatniej konsekwencji zasadę odpowiedzialności ministrów” (Teoryja odpowiedzialności organów władzy administracyjnej we współczesnem prawie politycznem, 1911). W publikacji Organizacya stronnictw politycznych w Anglji i Stanach Zjednoczonych Ameryki (1926), na tle różnic prawnopolitycznych, przedstawił podstawy tworzenia partii politycznych w tych państwach. Dokonał także analizy ewolucji ochrony praw mniejszości narodowych w prawie międzynarodowym (Ochrona mniejszości w Prawie Narodów, 1928). Wydał także m.in. Obligatio naturalis w rimskom prawie (1898), Autonomia kolonij angielskich (1907), Wykład ekonomji politycznej. Podręcznik do użytku szkół średnich (1907), O wzmocnieniu władzy Prezydenta Rzeczypospolitej (1926), Układy w Locarno a bezpieczeństwo Polski (1926).
Bouffałł był również poetą, współautorem parodii liryki modernistycznej Eleonora. Trójhymn duchów smętnych przez Fosforycznego Skalderona (1895) i Jęk ziemi. Pantologia dekadentów polskich zebrana przez dra J. Pogorzelskiego (1895). Należał do loży masońskiej. Pasjonował się podróżami, odwiedził Azję Mniejszą, Afrykę Północną, Amerykę Południową, w 1902 ogłosił Listy z podróży. Opracował poradnik Szkoła jazdy konnej i tresury konia wierzchowego (1912, drugie wydanie 1936). Przed I wojną światową był aresztowany za założenie i prowadzenie konspiracyjnej organizacji harcerskiej; wydał podręcznik Boy Scauts. Indyanizm w wychowaniu (1912), w którym użył jako pierwszy błędnego tłumaczenia nazwy szczepu „Indian Puszczańskich” (Woodcraft Indians) Ernesta Thompsona Setona – Związek Kory Brzozowej.

## Ordery i odznaczenia
- Krzyż Niepodległości – 20 grudnia 1932 „za pracę w dziele odzyskania niepodległości”[16]
- Order św. Anny 4 stopnia – 29 lipca 1916[17]
- Order św. Stanisława 3 stopnia z mieczami i kokardą – 17 listopada 1915[17]